# Tobolsk

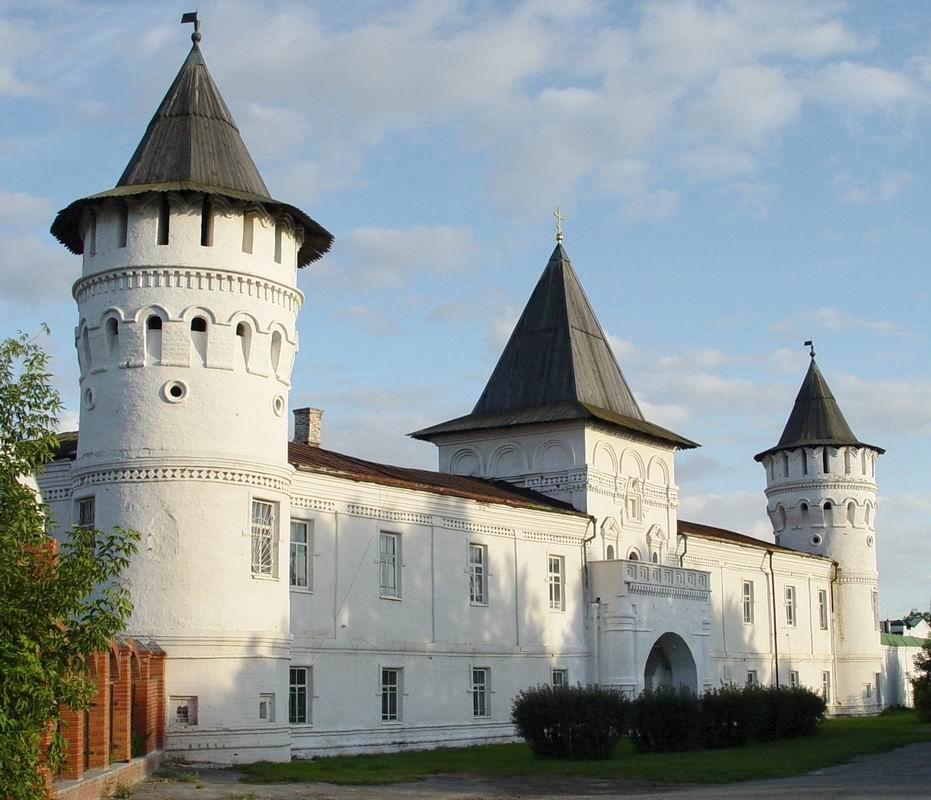
Kremlin de Tobolsk

Tobolsk (rus: Тобо́льск) és una ciutat de Rússia, de l'óblast de Tiumén. Se la considera la capital històrica de Sibèria. Es troba a la confluència dels rius Tobol i Irtix, a 200 km al nord-est de Tiumén. Té un kremlin de pedra construït cap al 1800, amb torres i murs blancs i un conjunt arquitectònic excepcional de palaus i esglésies.

## Clima
Tobolsk té un clima molt continental, amb hiverns molt freds i secs i estius càlids i força plujosos. La temperatura mitjana de gener és de -17,9 °C i la de juliol de +18,6. La pluviometria anual mitjana és de 468 litres. El rècord de fred és de −51,8 °C (desembre del 1958) i el de calor 37,2 °C (juliol del 1955).

## Història

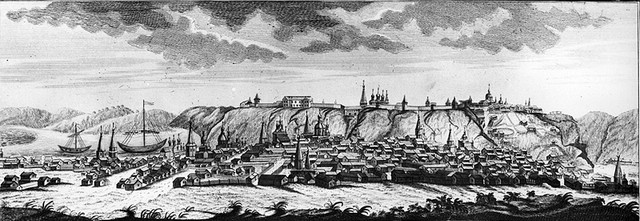
Tobolsk en un gravat del segle XVIII

Tobolsk va ser fundada pels cosacs de Iermak Timoféievitx el 1585, en el moment del primer avanç rus a Sibèria. La vila prosperà amb el comerç amb la Xina i Bukharà. És on hi va haver la primera escola, el primer teatre i el primer diari de Sibèria.
Tobolsk va ser la seu del governador general de Sibèria fins al seu trasllat a Omsk, cap al 1830. La línia principal del ferrocarril transsiberià passa a uns 100 km de la ciutat (de Tiumén a Omsk). Això va fer que durant el segle xx perdés tota la seva importància històrica.
Després de la Revolució russa de 1917, el tsar Nicolau II i la seva família van ser conduïts a Tobolsk, a la mansió del governador general. El 1918 van ser transferits a Iekaterinburg, on foren executats.

## Economia
Hi ha refineries de petroli i indústria petroquímica. La principal empresa n'és Tobolsk-Neftekhim, del grup SIBUR.

## Fills il·lustres
- Nikolay Afanasyev (1821-1898), compositor i director d'orquestra.
- Alexandre Aliabiev (1787-1851), compositor.